# GUNDAM EVOLVE
『GUNDAM EVOLVE』（ガンダム イボルブ）は、2001年-2007年にかけてガンダムシリーズをモチーフに制作・発売された、一連の短編OVA作品の総称。
個々の作品は大きく分けて、ガンプラの特典用に制作された第一期『GUNDAM EVOLVE』と、テレビCMと店頭CMでの展開を目的とした第二期『GUNDAM EVOLVE../』（-ダブルドットスラッシュ）の2種類に区分される。

## 概要
本作品は様々な理由で2Dアニメーションとして制作される事が多いガンダムシリーズを「新たな映像表現」で描く事を主旨としており、既存のガンダムシリーズの様々な1シチュエーションを、その時々の最新映像技術を用いて描いている。殆どの作品群が3DCGで制作されているのはこの主旨に沿った結果だが、“まず3DCGありき”で制作されている訳ではない。
本作品制作後、その映像表現はガンダムシリーズ等、様々なサンライズ作品にフィードバックされた。主な影響下にある作品としては同スタジオ製作の『SDガンダムフォース』、今西隆志が監督した『機動戦士ガンダム MS IGLOO』、富野由悠季が監督した『リーンの翼』など。また、劇場版『機動戦士Ζガンダム』のコロニー、艦船などのCGには本作品のスタッフを経験したクリエイターが関わっている。
本作の1〜5と6以降はガンダムシリーズにおける新たな映像表現を模索するという基本となるコンセプトこそ同じではあるが、別のものであるともいえる。6以降は比較的上記のように、質の高いクリエイターを輩出するという意味合いも込められているという。

## シリーズ作品解説

### GUNDAM EVOLVE

#### GUNDAM EVOLVE 1 RX-78-2 GUNDAM
『機動戦士ガンダム』より。一年戦争最終決戦地・ア・バオア・クーへ出撃する直前のアムロ・レイが過去を回想する。
回想シーンはTV版の映像を使っており、最後のハイパーバズーカを持ってホワイトベースから出撃しているシーンのみ新規に描く。現状ではシリーズ唯一の非3D作品である。
2001年5月の「静岡ホビーショー」にて上映された後、同年冬のMG（マスターグレード）プラモデル購入者へのキャンペーン特典DVDとして抽選で配布された。

##### 登場MS
- RX-78-2 ガンダム

##### キャスト
- アムロ・レイ - 古谷徹
- セイラ・マス - 井上瑤
- 通信音声 - 稲田徹、西脇保

##### スタッフ
- 監督 - 阿部雄一
- 新規カットアニメーター - 村瀬修功
- 背景 - 矢島洋一
- 音響監督 - 百瀬慶一（MSI）
- 音響制作 - MSI
- 音楽 - 『機動戦士ガンダム』『機動戦士ガンダムIII めぐりあい宇宙編』より
- ガンダムイボルブ総監督 - 増尾隆幸
- ガンダムイボルブ共同監督 - 今西隆志
- ガンダムイボルブテクニカルコーディネーター - 松野美茂（イメージスタジオ109）
- ガンダムイボルブ企画 - 阿久津理恵
- プロデューサー - 堀口滋
- 製作 - サンライズ

#### GUNDAM EVOLVE 2 RX-178 GUNDAM Mk-II
『機動戦士Ζガンダム』より。ガンダムMk-IIとリック・ディアスによる宇宙空間での演習をメインに描く。
ガンダムMk-IIのムーバブルフレームの設定画はTV版ではなくPG（パーフェクトグレード）のCADデータがベースにされている。またMSの四肢動作による姿勢制御であるAMBACの描写が試みられている。
2001年11月発売のPGガンダムMk-II（白）の初回生産分の特典DVDとして初公開。

##### 登場MS
- RMS-099 リック・ディアス（黒）
- RX-178 ガンダムMk-II

##### キャスト
- カミーユ・ビダン - 飛田展男
- ロベルト - 塩屋浩三
- アストナージ・メドッソ - 拡森信吾
- オペレーター - 梶原彰
- 通信音声 - 高崎拓郎、馬場圭介
- クワトロ・バジーナ - 池田秀一

##### スタッフ
- 監督 - 増尾隆幸
- 3DCG制作 - オガワモデリング、サンライズインタラクティブ、LUDENS
- ビームサーベルの火花 - 大森英敏
- カミーユのイラスト - 高乗陽子
- 設定考証 - 森田繁（スタジオぬえ）、小倉信也
- "ガンダム"設定考証 - 渡辺利浩（伸童社）、岡崎昭行
- 3Dモデリング協力 - バンダイホビー事業部
- デザイン協力 - ビークラフト
- CG協力 - サンライズインタラクティブ、塚田延式
- 音響監督 - 百瀬慶一
- MSデザイン - 大河原邦男、永野護、藤田一己
- ガンダムイボルブ総監督 - 増尾隆幸
- ガンダムイボルブ共同監督 - 今西隆志
- CGテクニカルコーディネーター - 松野美茂（イメージスタジオ109）
- プロデューサー - 堀口滋、富樫真

#### GUNDAM EVOLVE 3 GF13-017NJII GOD GUNDAM
『機動武闘伝Gガンダム』より。ゴッドガンダムの演舞とライジングガンダムとの格闘シーンを描く。
作中のMFの動きは原作の設定に基づき、JAEの山田一善演出による演舞をロトスコープしたデータが用いられている。
「EVOLVE 1」の項にて記したした2001年冬にマスターグレードプラモデル購入者への特典として抽選配布されたDVDにて公開。

##### 登場MF
- GF13-017NJII ゴッドガンダム
- JMF-1336R ライジングガンダム

##### キャスト
- ドモン・カッシュ - 関智一
- レイン・ミカムラ - ならはしみき
- 今井靖彦、竹内康博（モーションキャプチャ）

##### スタッフ
- 監督 - 今西隆志
- 3Dアニメーション - SUNRISE D.I.D.、デジタル・フロンティア、Sewedi
- モビルスーツモデリング - SUNRISE D.I.D.、Sewedi
- 3D背景 - デジタル・フロンティア
- 2D撮影 - SUNRISE D.
- ライブアクションコーディネーター - 山田一善
- 音響監督 - 百瀬慶一
- 音楽 - 機動武闘伝Gガンダムより
- MSデザイン - 大河原邦男
- ガンダムイボルブ総監督 - 増尾隆幸
- ガンダムイボルブ共同監督 - 今西隆志
- CGテクニカルコーディネーター - 松野美茂（イメージスタジオ109）
- プロデューサー - 堀口滋、富樫真

#### GUNDAM EVOLVE 4 RX-78 GP03 DENDROBIUM
『機動戦士ガンダム0083』より。ジオン残党に襲撃されたラビアンローズの防衛戦をメインに、原作でコウ・ウラキが搭乗する以前のガンダム試作3号機（デンドロビウム）の活躍を描く。
本作のステイメンはPスペックと呼ばれるコア・ブロック・システムを有する物である。また、同じく登場するデンドロビウムは原作のメカニックデザイナー・カトキハジメによって新たにリファインされている。
2002年3月発売のHGUCガンダム試作3号機デンドロビウムの初回生産分の特典DVDにて初公開。

##### 登場MS/艦艇
- MS-06F-2 ザクIIF2型
- MS-14F ゲルググM
- RX-78GP03S ガンダム試作3号機”デンドロビウム”ステイメン・Pスペック（コア・ファイター内蔵）
- 設計図のみ登場 - RX-78GP01 ガンダム試作1号機、RX-78GP01-FB ガンダム試作1号機フルバーニアン、RX-78GP02A ガンダム試作2号機、RX-78GP04G ガンダム試作4号機ガーベラ
- ラビアンローズ

##### キャスト
- ルセット・オデビー - 勝生真沙子
- デフラ・カー - 浅野まゆみ
- パイプ役 - 難波圭一
- 女スパイ - 斎賀みつき
- ジオン残党MS指揮官 - 相沢まさき
- ジオン残党MSパイロット - 西脇保

##### スタッフ
- 監督 - 今西隆志
- 3Dモデリング協力 - バンダイホビー事業部
- 3Dモデリング - サンライズインタラクティブ
- CGプロデューサー - 前田義和
- CG制作 - SUNRISE D.I.D.、LUDENS、オガワモデリング、アバン
- 音響監督 - 百瀬慶一
- 音楽 - 機動戦士ガンダム0083より
- MSデザイン - カトキハジメ、明貴美加、大河原邦男
- ガンダムイボルブ総監督 - 増尾隆幸
- ガンダムイボルブ共同監督 - 今西隆志
- CGテクニカルコーディネーター - 松野美茂（イメージスタジオ109）
- プロデューサー - 堀口滋、富樫真

#### GUNDAM EVOLVE 5 RX-93 ν GUNDAM
『機動戦士ガンダム 逆襲のシャア』より。νガンダムとα・アジールとの戦闘を描いた作品。それまでの3DCG作品と違いCGとセル画を合わせる手法で描かれた。
本作は数多く製作された本シリーズ中において、唯一ガンダムの生みの親である富野由悠季がストーリーを書き下ろした“特別版”と言うべき作品である。“映画版にのっとる必要はない”とのコンセプトで作られた本作からは後年製作された劇場版『Ζガンダム』の萌芽を感じ取る事も出来る。
2003年9月にローソン限定予約販売作として発売されたDVD「GUNDAM EVOLVE +」にて初公開。

##### 登場MS
- RGM-89 ジェガン
- RX-93 νガンダム
- NZ-333 α・アジール

##### キャスト
- アムロ・レイ - 古谷徹
- クェス・パラヤ - 川村万梨阿
- ハサウェイ・ノア - 佐々木望

##### スタッフ
- 監督 - 増尾隆幸
- ストーリー - 富野由悠季
- 3Dモデル - サンライズインタラクティブ
- チーフ3DCGモデラ― - 笠原敏秀
- 3Dモデラ―/監督 - 藤川明日香
- 3D制作 - LUDENS、SUNRISE D.I.D.、オガワモデリング
- "ガンダム"設定考証 - 森田繁（スタジオぬえ）、岡崎昭行
- 2Dアニメーター - 高谷浩利
- 動画 - 中村プロダクション
- 色彩設計 - 中里智恵
- 音響監督 - 百瀬慶一
- オリジナルMSデザイン - 出渕裕
- 3Dデザインリファイン - サンライズインタラクティブ
- ガンダムイボルブ監督 - 増尾隆幸
- ガンダムイボルブ共同監督 - 今西隆志
- CGテクニカルコーディネーター - 松野美茂（TUNED）
- プロデューサー - 久保聡（バンダイビジュアル）、堀口滋（サンライズ）、富樫真（サンライズ）
- 製作 - サンライズ

### GUNDAM EVOLVE ../
本シリーズはバンダイホビー事業部の商品のプロモーションのため重点商品のTV-CMとしてダイジェスト版を公開、その際にノーカット版は模型店にて公開することを告知し、ユーザーの模型店への誘導を目的としていた。
../9、15については模型店店頭での公開は行わずDVDにて初公開となっている。

#### EVOLVE../6 YMF-X000A DREADNAUGHT GUNDAM
『機動戦士ガンダムSEED X ASTRAY』より。1/144HGハイペリオンガンダム及び同・ドレッドノートガンダムのプロモーションとして、ドレッドノートガンダムが幽体離脱するように出現したXアストレイと交戦する様を描く。
2004年10月よりダイジェストが公開、その後12月よりフルバージョンが公開された。

##### 登場MS
- YMF-X000A ドレッドノートガンダム/Xアストレイ
- CAT1-X1/3 ハイペリオンガンダム（1号機）
- ZGMF-600 ゲイツ

##### キャスト
- プレア・レヴェリー - 小島幸子

##### スタッフ
- 監督・絵コンテ - 堀井慎也
- 絵コンテ補佐 - 岩瀧智
- 特別監修 - 高橋良輔
- CGアニメーション - アトリエ彩、サンライズ谷原スタジオ
- 本編挿入用イラスト - ときた洸一

#### EVOLVE../7 XXXG-00W0 WING GUNDAM ZERO
『新機動戦記ガンダムW Endless Waltz』より。1/100MGウイングガンダムゼロ(EWver.)のプロモーションとしてTVシリーズと『Endless Waltz』の間の期間におけるウイングガンダムゼロのパイロット、ヒイロ・ユイの新たなる任務を描く。ガンダムエーススペシャル」Vol.2に白石琴似によるコミカライズ『WING ZERO / RISING AGAIN』が掲載。
2004年12月よりダイジェストが公開、その後2005年1月よりフルバージョンが公開された。

##### 登場MS
- XXXG-00W0 ウイングガンダムゼロ（EW版）
- OZ-03MD ビルゴII

##### キャスト
- ヒイロ・ユイ - 緑川光
- ドクターJ - 稲葉実

##### スタッフ
- 監督・ストーリー・絵コンテ・演出 - 村瀬修功
- コロニー・キャノンデザイン - 佐山善則
- CGアニメーション - サンライズ谷原スタジオ

#### EVOLVE../8 GAT-X105 STRIKE GUNDAM
『機動戦士ガンダムSEED』より。1/60PGストライクガンダムのプロモーションとして砂漠のザフト基地に現れたストライクガンダムの大立ち回りを描く。キットに付属する平井久司新規デザインの装備グランドスラムも登場する。
2004年11月よりダイジェストが公開、その後2005年2月よりフルバージョンが公開された。

##### 登場MS
- TMF/S-3 ジンオーカー
- GAT-X105 エールストライクガンダム / ストライクガンダム

#### キャスト
- 地上兵 - 松岡大介、近藤孝行、松本大、古島清孝、幸田昌明、今村卓博

##### スタッフ
- 監督・絵コンテ - 鈴木健一
- ダイアローグ - 近藤英明
- CGモデル：アトリエ彩
- CGアニメーション：トムクリエイト

#### EVOLVE../9 MSZ-006 Z-GUNDAM
『機動戦士Ζガンダム』より。『ガンダム新体験 グリーンダイバーズ』の後日談的作品。グリプス戦役中、未だ知られざる「ホワイト」「グレイ」「レッド」のコードネームを有する“3機のΖガンダム”の戦いを描く。作中では直接的に人物名を出さず、意図的にコードネームで呼称しているが、「白」・「狼」・“赤いΖガンダムには当初「ジョニー」と呼ばれる人物が搭乗予定でユニコーンのマーキングがされている”など、MSVのキャラクターを思わせる描写がされている。
CM、および店頭公開はなし。2006年10月27日発売のDVD「GUNDAM EVOLVE../Ω」にて初公開。

##### 登場MS
- MSZ-006-P2/3C レッド・ゼータ（Ζガンダム3号機P2型）
- MSZ-006-3A ホワイト・ゼータ（Ζガンダム3号機A型）
- MSZ-006-3B グレイ・ゼータ（Ζガンダム3号機B型）
- ウェイブライダー用ブースター
- QRX-006 ゲミヌス（サイコ・シップ）
- ハスター

##### キャスト
- ユウリ・アジッサ - 川澄綾子
- グレイ・ウルフ - 中田譲治
- ブルー・ローズ - 水内清光
- カトー - 遠藤純一
- ホワイト・ユニコーン - 古谷徹

##### スタッフ
- 監督・絵コンテ - 松木靖明
- ストーリー - 近藤英明
- MSリファインデザイン - 一式まさと
- キャラクターデザイン - 安彦良和
- CGアニメーション - 谷原スタジオ、unknownCASE、スタジオ ガラパゴス

#### EVOLVE../10 MSZ-010 ΖΖ-GUNDAM
『機動戦士ガンダムΖΖ』より。メインラインナップを『ガンダムΖΖ』に据えていたコレクションフィギュア製品「ガンダムコレクション第10弾」のプロモーションとしてテレビシリーズ後、木星に旅立ったジュドー・アーシタが遭遇した事件を描く。
CM版では「ΖΖガンダム×キュベレイ 再び!」とテロップが打たれ、両者が対決するかのような正式版とは異なったイメージとなっている。
2004年12月よりダイジェストが公開、その後2005年7月よりフルバージョンが公開された。

##### 登場MS/艦艇
- AMX-004-2 キュベレイMk-II
- MSZ-010S ZZ-GR / ΖΖガンダム強化型（ΖΖ-GRからBパーツ換装）
- AMX-014 ドーベン・ウルフ、ドーベン・ウルフ隊長機

正式版より登場
- MS-06F ザクIIF型
- ジュピトリスII

##### キャスト
- ジュドー・アーシタ - 矢尾一樹
- ルー・ルカ - 松井菜桜子
- リィナ・アーシタ - 仙台エリ
- ジュピトリス艦長 - 津田英三

##### スタッフ
- 監督・絵コンテ - 北村真咲
- ストーリー - 松野美茂、堀口滋
- リニューアルMSデザイン - 一式まさと
- キャラクターコスチュームデザイン - 岸大輔
- 2Dアーティスト - 岩瀧智
- 美術監督 - 宮越歩（ロジスティックス）
- 色彩設計 - 横山さよ子
- モニターグラフィックデザイン - 高倉武史
- タイトル＆グラフィックデザイン - 海野大輔（ダブハンドデザインズ）
- "ガンダム"設定考証 - 岡崎昭行
- CGアニメーション - サンライズ谷原スタジオ、アトリエ彩

#### EVOLVE../11 RB-79 BALL
『機動戦士ガンダム』より。1/100MGボールVer.Ka、1/144HGUCGアーマーのプロモーションとして終戦直後のア・バオア・クーで一戦士が遭遇した、戦争の残酷な真実を描く。本作にはペガサス級ブラン・リヴァルに搭載されていたG3ガンダムをGブルとして運用する描写があり、『GUNDAM THE RIDE』のその後が垣間見られる部分がある。
2005年1月よりダイジェストが公開、その後4月よりフルバージョンが公開された。

##### 登場MS/艦艇
- RB-79 ボール（Ver.Ka）
- Gブル

正式版より登場
- Gアーマー（G-3ガンダム搭載）
- MS-06F ザクIIF型
- SCV-70 ホワイトベース

##### キャスト
- ヒデン - 神谷浩史
- 通信音声 - 吉水孝宏、今村直樹、中尾良平、平井啓二、濱野雅嗣、根本幸多、寺本勲

##### スタッフ
- 監督 - 百瀬慶一
- ストーリー - 近藤英明
- プレコンテ - 百瀬慶一、堀口滋
- 絵コンテ - 奥山潔
- キャラクターデザイン - 笹井一個
- モビルポッド ボール リニューアルデザイン - カトキハジメ
- 美術、マットペイント - 森下直親
- 美術 - 滝口比呂志
- プロップデザイン - 岩瀧智
- 美術監督 - 宮越歩（ロジスティックス）
- 色彩設計 - 横山さよ子
- モニターグラフィックデザイン - 高倉武史
- タイトルデザイン - 海野大輔（ダブハンドデザインズ）
- "ガンダム"設定考証 - 岡崎昭行
- CGアニメーション - フレームワークス

#### EVOLVE../12 RMS-099 RICK-DIAS
『機動戦士Ζガンダム』より。1/100MGリック・ディアス（クワトロ用）、1/200HCMproリック・ディアス、1/1700EXモデルアーガマのプロモーションとしてクワトロ・バジーナが、かつての自分“赤い彗星”と対峙する姿を描く。
2005年1月よりダイジェストが公開、その後3月よりフルバージョンが公開された。

##### 登場MS/艦艇
- MS-06 ザクII（シャア専用機）
- RMS-099 リック・ディアス（クワトロ専用機）
- RMS-099 リック・ディアス（黒）

正式版より登場
- RX-78-2 ガンダム
- RGM-79R ジムII（エゥーゴカラー）
- MSN-00100 百式
- RX-178 ガンダムMk-II
- アーガマ

##### キャスト
- クワトロ・バジーナ - 池田秀一
- アストナージ・メドッソ - 拡森信吾
- 女性 - 村井かずさ
- バーテンダー - 池田勝
- 赤い服の男 - 松尾大亮
- アーガマのメカニック - 岸尾大輔

##### スタッフ
- 監督・絵コンテ - 河田成人
- ストーリー - 近藤英明
- キャラクターデザイン - 窪岡俊之
- CGアニメーション - ワンダリウム

#### EVOLVE../13 RMS-108 MARASAI
『機動戦士Ζガンダム』より。1/144HGUCマラサイ、1/144HGUCガンダムMk-II+フライングアーマーのプロモーションとしてエゥーゴのジャブロー降下作戦を阻止する為に出撃したティターンズのMSパイロットの心中を描く。
CM版ではジャブロー降下シーンを描くに留まるが、正式版ではストーリー仕立てになっている。
2004年1月よりダイジェストが公開、その後2005年5月よりフルバージョンが公開された。

##### 登場MS
- RMS-108 マラサイ

正式版より登場
- MSA-003 ネモ
- RGM-79R ジムII（エゥーゴカラー、連邦カラー）
- RMS-099 リック・ディアス（赤）
- MSN-00100 百式
- RMS-117 ガルバルディβ
- RX-178 ガンダムMk-II（フライングアーマー装備）

##### キャスト
- ジョナサン - 櫻井孝宏
- 父親 - 中田譲治
- 通信音声 - 岸尾大輔

##### スタッフ
- 監督・絵コンテ - 米たにヨシトモ
- ストーリー - 近藤英明
- キャラクターデザイン - 坂井久太
- MSデザイン - カトキハジメ
- 美術監督、マットペイント - 宮越歩（ロジスティックス）
- プロップデザイン -岩瀧智
- モニターグラフィックス、タイトルデザイン -海野大輔（ダバハンズデザイン）
- "ガンダム"設定考証 - 岡崎昭行
- CGアニメーション - unknownCASE、サンライズ谷原スタジオ

#### EVOLVE../14（頑駄無 異歩流武../十四） 武者頑駄無
『SDガンダムフォース絵巻 武者烈伝 武化舞可編』に登場する烈火武者頑駄無の設定を大幅に変え、一式まさとによるリデザインを加えたうえで登場させたもの。武者頑駄無が旅先で出会った少年達と交流を深めることから始まるストーリー。その後に休憩していた茶屋において魔殺駆の軍団が現れ、そこから刀と巻物を巡る争いが始まる。
映像を制作した鈴木健一が以前関わった「SDガンダムフォース」の経験が生かされた作品。武者頑駄無は「頑駄無大将軍（頑駄無異歩流武版）」としてキット化もされた。後日談としてコミックボンボンの読みきりで「頑駄無大将軍 頑駄無異歩流武版 光の鎧編」が描かれSD戦国伝 武者七人衆編の武者荒烈駆主へと受け継がれる事が示されている。
2005年2月よりダイジェストが公開、その後6月よりフルバージョンが公開された。

##### 登場武者
- 武者頑駄無  - 檜山修之
- 魔殺駆 - 水内清光
- 頑助 - 渡辺久美子
- 精之進 - 小島幸子
- 次武千代 - 大浦冬華
- 茶屋娘 - 中島沙樹
- 雑兵 下塁愚々 - 近藤孝行、古島清孝、松岡大介、幸田昌明、山田浩一、北沢力

##### スタッフ
- 監督 - 鈴木健一
- ストーリィ - 堀口大明神
- 絵コンテ - 米たにヨシトモ
- 題字 - 高橋良輔（特別協力）
- キャラクターデザイン - 一式まさと
- 武者イラストレーション - 今石進（シンクポート）

#### EVOLVE../15 RX-78 / MAN-03 BRAW-BRO
『機動戦士ガンダム』39話「ニュータイプ、シャリア・ブル」より。ガンダムを始め、登場する全機体のデザインが大胆にアレンジされている。
2007年1月26日発売のDVD「GUNDAM EVOLVE../Α」にて初公開。

##### 登場MS/艦艇
- MSN-03 ブラウ・ブロ（EVOLVE Ver）
- SCV-70 ホワイトベース
- RX-77 ガンキャノン（EVOLVE Ver.）
- RX-78 ガンダム（EVOLVE Ver.）
- RGM-79 ジム（EVOLVE Ver.）

##### キャスト
- シャリア・ブル - 小山力也
- ギレン・ザビ - 銀河万丈
- ララァ・スン - 潘恵子
- アムロ・レイ - 古谷徹
- シャア・アズナブル - 池田秀一

##### スタッフ
- 監督 - 百瀬慶一
- ストーリー - 『機動戦士ガンダム』 第36、39話より
- 絵コンテ - 奥山潔
- キャラクターデザイン - 椿春雨
- 美術デザイン - 岡田有章
- デザイン - Team 15（KKC、KTG、MMK、OSD）
- モニターグラフィックス、タイトルデザイン -海野大輔（ダバハンズデザイン）
- "ガンダム"設定考証 - 岡崎昭行

## DVD
GUNDAM EVOLVE +
第一期の5作品を収録してローソンにて予約限定で販売。音源を5.1ch仕様としたうえで2007年5月25日に一般流通で再発売されている。
GUNDAM EVOLVE../Ω（-ダブルドットスラッシュ オメガ）
../6〜10を収録、2006年10月27日発売。
GUNDAM EVOLVE../Α（-ダブルドットスラッシュ アルファ）
../11〜15を収録、2007年01月26日発売。
G-SELECTION GUNDAM EVOLVE DVD-BOX（ジーセレクション -）
歴代のガンダム作品をロープライスでアーカイブ的にセルリリースするシリーズ“ G-SELECTION ”のひとつとして全作品を1ボックス化。2011年10月26日発売。

## CD
GUNDAM EVOLVE MONTHLY THEME SONG 1 October-November（2004年11月21日発売）
1. Black stars[4:32]
作詞・作曲：東野純直
2. SOLDIER -哀しみの詩-[4:18]
作詞：清水しょうこ／作曲：馬場一嘉／編曲：西田マサラ
3. Black stars (without Vocal)[4:32]
4. SOLDIER -哀しみの詩- (without Vocal)[4:15]

GUNDAM EVOLVE/MONTHLY THEME SONG 2 December-January（2005年1月7日発売）
1. こんなもんじゃない! [4:10]
作詞：大内正徳／作曲・編曲：平田祥一郎
2. TIME IS ON MY SIDE[5:02]
作詞：岩里祐穂／作曲：山崎ますみ／編曲：江口貴勅
3. こんなもんじゃない! (without Vocal)[4:10]
4. TIME IS ON MY SIDE (without Vocal)[5:00]

GUNDAM EVOLVE../MONTHLY THEME SONG February-March（2005年3月9日発売）
1. shift[4:28]
作詞：三重野瞳／作曲・編曲：津下陽祐
2. 終わらぬ未来[4:47]
作詞：川上次郎／作曲：野井洋児／編曲：土肥真生
3. shift (オリジナルカラオケ)[4:28]
4. 終わらぬ未来 (オリジナルカラオケ)[4:46]

## 書籍
ガンダムイボルブ マテリアル
GUNDAM EVOLVE全15作品の設定資料集。劇場アトラクション『GUNDAM THE RIDE ‐A BAOA QU‐』『ガンダム新体験-0087-グリーンダイバーズ』の資料集も収録。2007年07月26日発売。
機動戦士ガンダム U.C.戦記 追憶のシャア・アズナブル
雑誌「ガンダムエーススペシャル」に掲載された大森倖三の漫画。『EVOLVE../12』のコミカライズおよび『EVOLVE../12』に登場した女性シンガーの一年戦争時のジャブロー慰問公演での出来事を描いた作品を収録。2009年02月26日発売。
ガンダムMSグラフィカ
GUNDAM EVOLVE制作スタッフによるMSCG集。GUNDAM EVOLVEで使用されたCGデータを元に作成されており、「ガンダムMk-II4号機」「ジョニーの乗る謎のZガンダムと反地球連邦組織EARM」「百式とδガンダム」に纏わるストーリーを収録。内一つは『EVOLVE../9』の後日談となっている。2006年12月27日発売。